# Francesco Saverio Nitti
Francesco Saverio Nitti (Melfi, 19 de Julho de 1868 — Roma, 20 de Fevereiro de 1953) foi um político italiano. Ocupou o cargo de primeiro-ministro da Itália entre 23 de Junho de 1919 até 15 de Junho de 1920.
De acordo com a Enciclopédia Católica ("Teorias da Superpopulação"), Nitti (População e o Sistema Social, 1894) foi um crítico ferrenho do economista inglês Thomas Robert Malthus e seu Princípio da População. Ele foi um importante meridionalista e estudou as origens dos problemas do sul da Itália que surgiram após a unificação italiana.

## Vida
Nascido em Melfi, Basilicata, Francesco Nitti estudou direito em Nápoles e posteriormente atuou como jornalista. Ele foi correspondente da Gazzetta piemontese ("Gazeta do Piemonte") e foi um dos editores do Corriere di Napoli ("Correio de Nápoles"). Em 1891 escreveu a obra Il socialismo cattolico ("O Católico - socialismo"). Em 1898, com apenas 30 anos, tornou-se professor de finanças na Universidade de Nápoles.
Nitti foi escolhido em 1904 pelo Partido Radical para servir no parlamento italiano. De 1911 a 1914, foi ministro da Agricultura, Indústria e Comércio do primeiro-ministro Giovanni Giolitti. Em 1917, ele se tornou ministro das finanças de Orlando; este último cargo manteve até 1919.
Em 23 de junho de 1919, Nitti tornou-se primeiro-ministro e ministro do interior. Um ano depois, acrescentou a essas funções o cargo de ministro das colônias. Seu gabinete teve que lidar com grande agitação social e insatisfação com os resultados do Tratado de Versalhes. Particularmente problemática foi a agitação em torno de Fiume liderada por Gabriele D'Annunzio. Nitti teve grande dificuldade em manter a administração funcionando, graças à inimizade entre as facções políticas extremamente divergentes: os comunistas, anarquistas e fascistas. Depois de menos de um ano como chefe do governo, ele renunciou e foi sucedido pelo veterano Giolitti em 16 de junho de 1920.
Na política social, o governo de Nitti aprovou uma lei estabelecendo seguro obrigatório para desemprego, invalidez e velhice.
Ainda membro do parlamento italiano, Nitti ofereceu resistência ao poder nascente do fascismo e desprezou Benito Mussolini abertamente. Em seu livro de 1927 intitulado Bolchevismo, Fascismo e Democracia, ele correlacionou o Fascismo Italiano com o Comunismo, escrevendo: “Há pouca diferença entre os dois e, em certos aspectos, Fascismo e Bolchevismo são o mesmo”. Em 1924, Nitti decidiu emigrar, mas após a Segunda Guerra Mundial ele voltou para a Itália. Ele foi eleito para o Senado, primeiro pelo Partido Liberal Italiano no Bloco Nacional e depois pela Esquerda Independente. Como um secular e anticlerical, era um opositor da Democracia Cristã. À adesão da Itália à OTAN, ele se opôs veementemente.
Em Roma, em 20 de fevereiro de 1953, Nitti morreu. Ao longo de sua carreira deplorou qualquer tipo de ditadura, fosse comunista ou fascista.

## Trabalhos notáveis
- Population and the Social System (1894)
- Catholic Socialism (1895, reimpresso 1908)
- Eroi e briganti (1899; reimpresso por Osanna Edizioni, 2015) - ISBN 8881674696, 9788881674695)
- L'Italia all'alba del secolo XX (1901)
- Principi di scienza delle finanzie (1903, 1904; 5a. ed., 1922). Tradução francesa: Principes de science des finances, (1904)
- Peaceless Europe (1922)
- The Decadence of Europe (1922)
- The Wreck of Europe (1923)
- Bolshevism, Fascism and Democracy (1927)
- outros trabalhos online aqui (archive.org)